# Torre da Lapa
A Torre da Lapa, igualmente conhecida como Torre da Marinha, é um monumento militar na freguesia de Ferragudo município de Lagoa, na região do Algarve, em Portugal. Foi classificado como Monumento de Interesse Público em 2020.

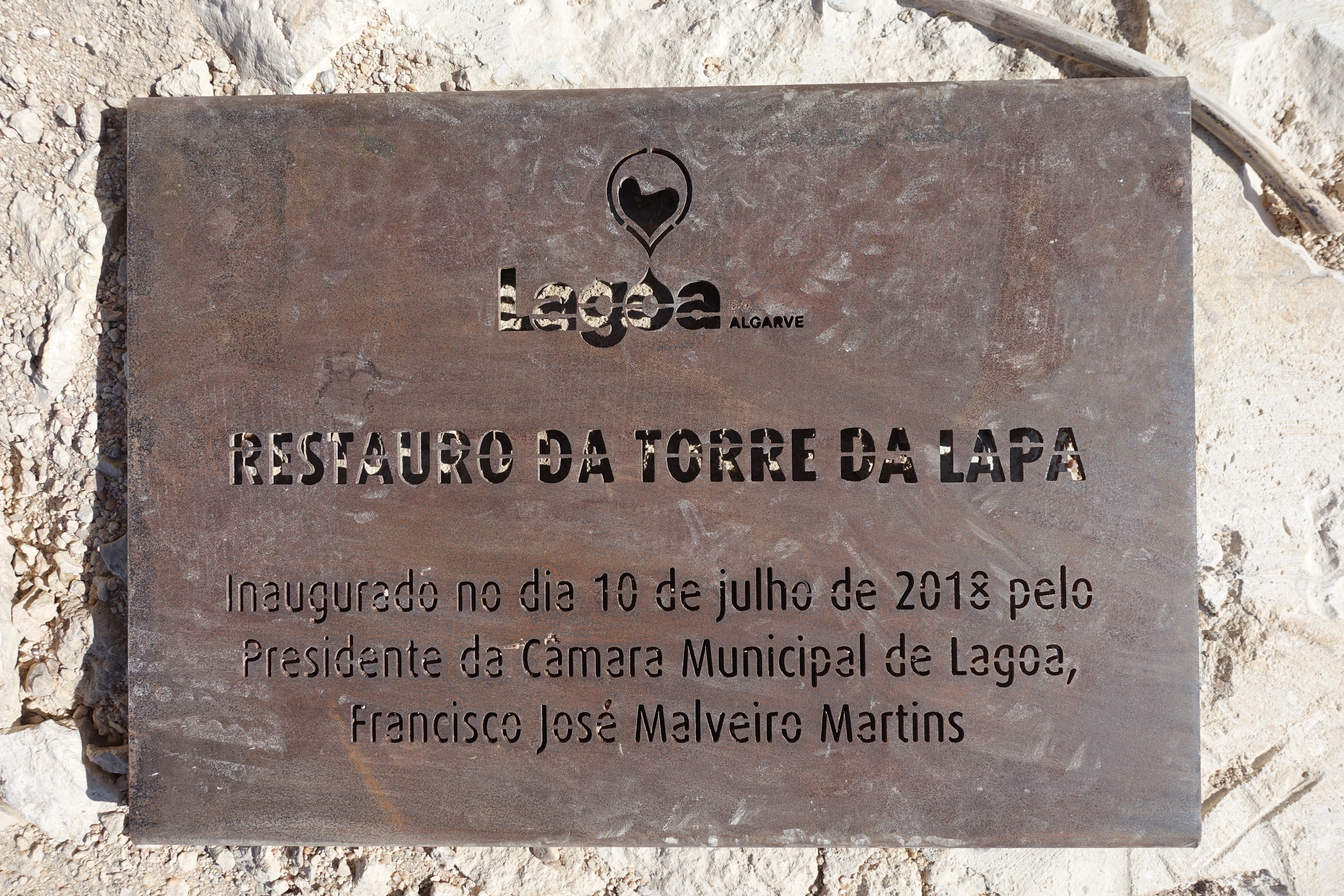
Placa comemorativa dos trabalhos de restauro, em 2018.

## Descrição
A Torre da Lapa consiste numa antiga estrutura para vigilância da faixa costeira, conhecida como atalaia. Apresenta uma planta de forma circular, com um diâmetro de cerca de seis metros, e que foi edificada em alvenaria de pedra argamassada e rebocada, que primitivamente era oca e rebocada com argamassas de cal, embora esta configuração não tenha sido mantida durante as obras de restauro no século XXI, devido ao seu avançado estado de degradação. A plataforma superior da torre estava protegida por parapeito, sendo o acesso feito provavelmente através de uma escada amovível.
Situa-se no topo de uma arriba, no lado oriental da foz do Rio Arade, nas imediações da Ponta do Altar e do Vale da Lapa, num local onde era visível a foz e o Oceano Atlântico. Está integrada no percurso pedestre Caminho dos Promontórios.
É um dos poucos exemplares da sua tipologia no Barlavento algarvio, sendo considerada como um marco na área em que se implanta.

## História
Foi provavelmente construída no século XVI, existindo uma referência à sua presença em 1693, nos registos da Igreja Matriz de Lagoa. Foi instalada como parte de um sistema defensivo ao longo da costa do Algarve, implementado logo após o final da reconquista, e que foi alvo de obras de reforço durante os reinados de D. João III e D. Sebastião. Foi construída no sentido de vigiar a chegada de embarcações inimigas vindas principalmente do Norte de África, que frequentemente atacavam as povoações na região. As populações e fortificações vizinhas eram avisadas através de sinais de fumo durante o dia, e por uma fogueira durante a noite, sendo também utilizado um sino. Terá começado a entrar num estado de ruína na primeira metade do século XIX, num período de grandes alterações em termos da defesa costeira.
Em 2017, iniciaram-se as obras de restauro da torre, promovidas pela autarquia e com apoio técnico da Direcção Regional de Cultura do Algarve. A intervenção custou cerca de 51 mil Euros, tendo sido realizada pela empresa Monumenta – Reabilitação do Edificado e Conservação do Património. O acompanhamento das obras sido entregue ao arquitecto paisagista José Fernando Vieira e ao arqueólogo Ismael Medeiros, ambos da Câmara Municipal de Lagos. José Vieira explicou ao jornal Sul Informação que «quer eu, quer a empresa especializada que fez esta obra, quer até os técnicos da Direção Regional de Cultura, estávamos convencidos que a torre era maciça, que o preenchimento do seu interior era maciço. Mas acabámos por constatar que, na origem, a torre era oca», uma vez que no interior da estrutura foram encontrados os indícios de um arbusto. No entanto, «foi ficando com o interior preenchido ou porque, ao longo dos séculos, os materiais da sua construção foram caindo lá para dentro ou porque, num determinado momento da sua utilização, alguém resolveu torná-la maciça». Avançou a teoria de que a estrutura terá sido originalmente oca como forma de poupar nos materiais de construção. Sobre a história do monumento, José Vieira comentou que constitui «um marco interessante do que era a vida dos algarvios nos séculos XVI, XVII, XVIII. Havia aqui uma importante produção agrícola e pescas com alguma prosperidade, o que motivava os constantes ataques da pirataria, que vinha aqui também pelos cativos e pelos resgates que podia obter com eles». A Torre da Lapa foi oficialmente reinaugurada, após as obras de restauro, no dia 10 de Julho de 2018, numa cerimónia que inclui igualmente o enterramento de uma cápsula do tempo junto do imóvel.
O processo para a classificação iniciou-se em 2015, quando  Junta de Freguesia de Ferragudo pediu que fossem feitas obras de requalificação na torre. Em 14 de Outubro desse ano, a Câmara Municipal de Lagoa fez um pedido de parecer sobre a proposta de classificação por parte da Junta de Freguesia, prevendo-se então que iria ser protegido sob a categoria de Interesse Municipal. Em 15 de Março de 2017, a Direcção Regional de Cultura do Algarve propôs a abertura do processo de classificação, e em 24 de Julho desse ano a Direcção-Geral do Património Cultural emitiu o Anúncio n.º 147, abrindo o procedimento. Em 29 de Março de 2019 o Concelho Nacional de Cultura propôs a classificação como Monumento de Interesse Público, tendo sido com esta categoria que o imóvel foi oficialmente protegido pela Portaria n.º 318/2020, de 5 de Março.